# Mendozellus asunctia
Mendozellus asunctia är en insektsart som beskrevs av Cheng 1980. Mendozellus asunctia ingår i släktet Mendozellus och familjen dvärgstritar. Inga underarter finns listade i Catalogue of Life.